# Plaza Moriones
La plaza Moriones es una importante plaza pública en Tondo, Manila en Filipinas. A diferencia de otras plazas de Manila, tiene forma de un parque lineal que ocupa la parte central de la calle Moriones, a partir de la intersección de las calles Moriones y Juan Luna, y termina en la intersección con la calle Santa María, atravesada por la calle Nicolás Zamora en el centro. Lleva el nombre de Gobernador General Domingo Moriones y Muralla, responsable de la construcción del sistema de alcantarillado de Manila durante su mandato 1877-1881.
Originalmente un campo verde abierto alineado con bancos en tiempos de la colonia, hoy la plaza está pavimentada, con un tamaño de 2.227 metros cuadrados (23.970 pies cuadrados) y una capacidad de 6.681 personas. Los árboles y los bancos están en toda su longitud, y tres fuentes se colocaron en toda la plaza. En el extremo de la plaza se encuentra el Sigaw ng Tondo (El Grito de Tondo), un monumento esculpido en 1978 por Eduardo Castrillo en memoria de las víctimas locales que huyeron de las fuerzas japonesas durante la batalla de Manila en 1945. En 2010, otro monumento fue erigido en la plaza en memoria de Honorio López, un dramaturgo de Tondo que luchó en la revolución filipina.